# Stationers' Register
Het Stationers' Register was een register dat werd beheerd door de Londense Stationers' Company. Het bedrijf was een gilde, dat in 1577 een koninklijk privilege (Royal Charter) had verkregen om de zaken van de verschillende beroepsgroepen in verband met de uitgeverswereld te reguleren. Daaronder vielen Engelse drukkers, boekbinders, boekverkopers en uitgevers. In feite functioneerde het als een vroege vorm van bescherming van auteursrecht doordat uitgevers er hun rechten om een bepaald drukwerk te produceren in vastlegden. Zo voorzag het charter ook in de mogelijkheid om illegale versies in beslag te nemen en de publicatie van niet-gelicentieerde boeken te verhinderen.
Voor de studie van de Engelse literatuur van de latere zestiende en zeventiende eeuw en met name voor het Engels renaissancetheater vormt het Stationers' Register een essentiële bron omdat het feitelijke informatie biedt die nergens anders beschikbaar is. Het levert bijvoorbeeld belangrijke gegevens over de werken van William Shakespeare, Ben Jonson en vele van hun voorgangers, tijdgenoten en opvolgers.
Door het betalen van een vergoeding van 4 tot 6 pence registreerde een boekhandelaar zijn recht om een bepaald werk te publiceren. Zo blijkt uit een inschrijving van 26 november 1607 dat de kantoorboekhandel ('stationers') John Busby en Nathaniel Butter het recht verkregen om "A booke called Master William Shakespeare his historye of Kinge Lear" af te drukken. Daarvoor betaalden zij een sixpence.